# Vũ Tần
Vũ Tần (sinh năm 1942) là một sĩ quan cấp cao trong Quân đội nhân dân Việt Nam, hàm Thiếu tướng, nguyên Cục trưởng Cục Đối ngoại.

## Thân thế và sự nghiệp
Ông sinh ngày 19 tháng 8 năm 1942, quê tại xã Lâu Thượng, thành phố Việt Trì, tỉnh Phú Thọ.
Nhập ngũ ngày 8 tháng 4 năm 1959, được kết nạp vào Đảng tháng 12 năm 1966 (chính thức ngày 13 tháng 9 năm 1967). 
Tháng 4 năm 1959, chiến sĩ, tiểu đội trưởng Tiểu đoàn 3, Sư đoàn 316 tại Lào
Tháng 5 năm 1961, theo học tiếng Nga tại Trường Văn hóa Lạng Sơn
Tháng 6 năm 1964, phiên dịch tiếng Nga cho Học viện Quân sự.
Tháng 7 năm 1965, phiên dịch tiếng Nga tại Trung đoàn Tê lửa 238, Trung đoàn 285, Quân chủng Phòng không Không quân
Tháng 6 năm 1968, đại đội phó Tên lửa, Đại đội 1, Tiểu đoàn 72, Trung đoàn Tên lửa 285, Sư đoàn Phòng không 375, Quân chủng Phòng không Không quân
Tháng 1 năm 1970, học viên bổ túc cán bộ tiểu đoàn tên lửa, trung đoàn tên lửa tại Trường Sĩ quan Phòng không
Tháng 7 năm 1971, đại đội trưởng, tiểu đoàn phó Tiểu đoàn 71, Tiểu đoàn 72, Trung đoàn Tên lửa 285, Sư đoàn Phòng không 363, Quân chủng PK-KQ
Tháng 7 năm 1972, tiểu đoàn phó, tiểu đoàn trưởng Tiểu đoàn 74, Tiểu đoàn 72, Trung đoàn Tên lửa 285, Sư đoàn Phòng không 363, Quân chủng PK-KQ
Tháng 3 năm 1976, học viên nghiệp vụ đối ngoại quân sự
Tháng 7 năm 1977, trợ lý Phòng Nghiệp vụ 1, Cục Đối ngoại, Bộ Quốc phòng
Tháng 9 năm 1980, phó tùy viên quân sự Việt nam tại Ba Lan
Tháng 8 năm 1984, học viên Học viện Chính trị Quân sự
Tháng 8 năm 1985, phó Phòng Ngoại vụ Cục Đối ngoại Bộ Quốc phòng. 
Tháng 1 năm 1989, trưởng Phòng Quốc tế, Cục Đối ngoại, Bộ Quốc phòng kiêm Bí thư Đảng ủy Cục
Tháng 3 năm 1992, Phó Cục trưởng Cục Đối ngoại, Bộ Quốc phòng kiêm Phó Bí thư Đảng ủy Cục
Tháng 8 năm 1993, học viên Học viện Quốc phòng
Tháng 6 năm 1995, Cục trưởng Cục Đối ngoại, Bộ Quốc phòng kiêm Bí thư Đảng ủy Cục
Tháng 7 năm 2003, ông nghỉ hưu.
Thiếu tướng (11.1999)

## Khen thưởng
- Huân chương Chiến công hạng Nhất
- Huân chương Kháng chiến chống Mỹ hạng Nhất
- Huân chương Chiến sĩ vẻ vang (hạng Nhất, Nhì, Ba)
- Huy chương Quân kỳ quyết thắng
- Huân chương Hữu nghị do Cộng hòa Liên bang Nga trao tặng